# Lea (Musikerin)

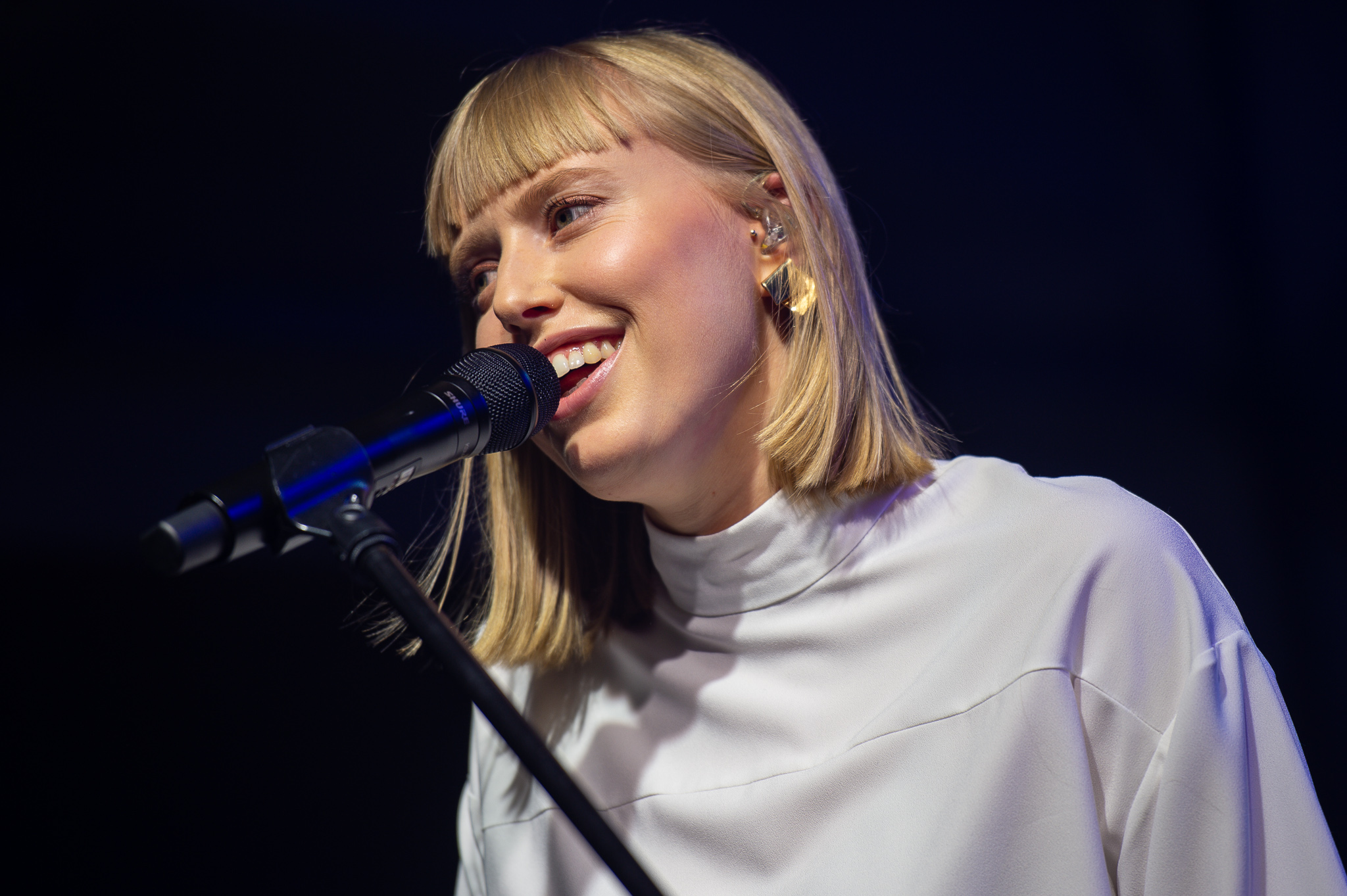
Lea (2019)

Lea (* 9. Juli 1992 in Kassel; bürgerlich: Lea-Marie Becker; Eigenschreibweise: LEA) ist eine deutsche Singer-Songwriterin.

## Leben
Lea ist die Tochter einer Physiotherapeutin und eines Musiktherapeuten. Sie legte die Abiturprüfung an der Jacob-Grimm-Schule in Kassel ab. Nach der Schulzeit in Kassel verbrachte sie ein halbes Jahr in Argentinien und arbeitete dort in einer Einrichtung für Kinder. Diese Erfahrung inspirierte sie zu dem Lied Kennst du das. Sie studierte Musik und Sonderpädagogik in Hannover.
Seit 2018 lebt sie in Berlin.

## Musikalische Karriere
Im Alter von 15 Jahren begann sie unter ihrem Vornamen Lea-Marie, Videos mit Pianopop bei YouTube einzustellen. Ihre Ballade Wo ist die Liebe hin wurde mehr als 3 Millionen Mal angeklickt (Stand Juni 2024). Nachdem 2015 ihre Interpretation des Hildegard-Knef-Titels So hat alles seinen Sinn auf dem Kompilationsalbum Für Hilde vertreten war, brachte sie im April 2016 unter dem Plattenlabel Four Music ihr Debütalbum Vakuum heraus, das allerdings kein kommerzieller Erfolg wurde und die offiziellen Charts verfehlte. Die Musikerin verarbeitete auf dem Album ihre erste Beziehung sowie das Gefühl, nicht zu wissen, wo man zu Hause ist.
2017 ging sie begleitet von Frederic Michel (Schlagzeug, E-Drums und Musical Director) und unterstützt von Hannes Porombka (Gitarre und Synthesizer) erstmals auf Tour. Im März 2017 brachte sie ihre Debütsingle Wunderkerzenmenschen heraus, die wiederum die Charts verfehlte.
Ein Remix von Wohin willst du?, in Zusammenarbeit mit dem deutschen DJ-Duo Gestört aber geil, erreichte im Juni 2017 in den deutschen Singlecharts Platz elf sowie in Österreich Platz 43. Ebenfalls mit Gestört aber geil nahm sie den Song Be My Now auf, der als Titellied der achten Staffel der Dating-Show Der Bachelor verwendet wurde. Dieses englischsprachige Lied steht im Gegensatz zu ihrer ansonsten auf Deutsch verfassten Musik.
Am 22. September 2017 veröffentlichte Lea ihre zweite Single Leiser, die nach Wohin willst du zu ihrem zweiten großen Single-Erfolg wurde und ihre erste Chartplatzierung in der Schweizer Hitparade war. Die Single erreichte mit Position 13 ihre höchste Chartnotierung in den deutschen Singlecharts, konnte sich insgesamt 29 Wochen in den Charts halten und erzielte Platin-Status. Im Juni und August 2018 erschienen mit Zu dir und Immer wenn wir uns sehn, das sie zusammen mit dem Schauspieler Aaron Hilmer (Rollenname Cyril) für den Film Das schönste Mädchen der Welt aufnahm, zwei weitere Singleveröffentlichungen. Am 14. September 2018 brachte sie ihr zweites Studioalbum Zwischen meinen Zeilen heraus, auf welchem die zuvor veröffentlichten Singles enthalten sind. Mit dem Album konnte sie sich erstmals im gesamten D-A-CH-Sprachraum platzieren.
Im September 2019 erschien mit 110 eine weitere Kollaboration. Diese Zusammenarbeit mit Capital Bra und Samra erreichte Platz eins der deutschen Singlecharts. Im selben Jahr sang sie zusammen mit Max Raabe und dem Palast Orchester Guten Tag, liebes Glück für eine MTV-Unplugged-Aufzeichnung.

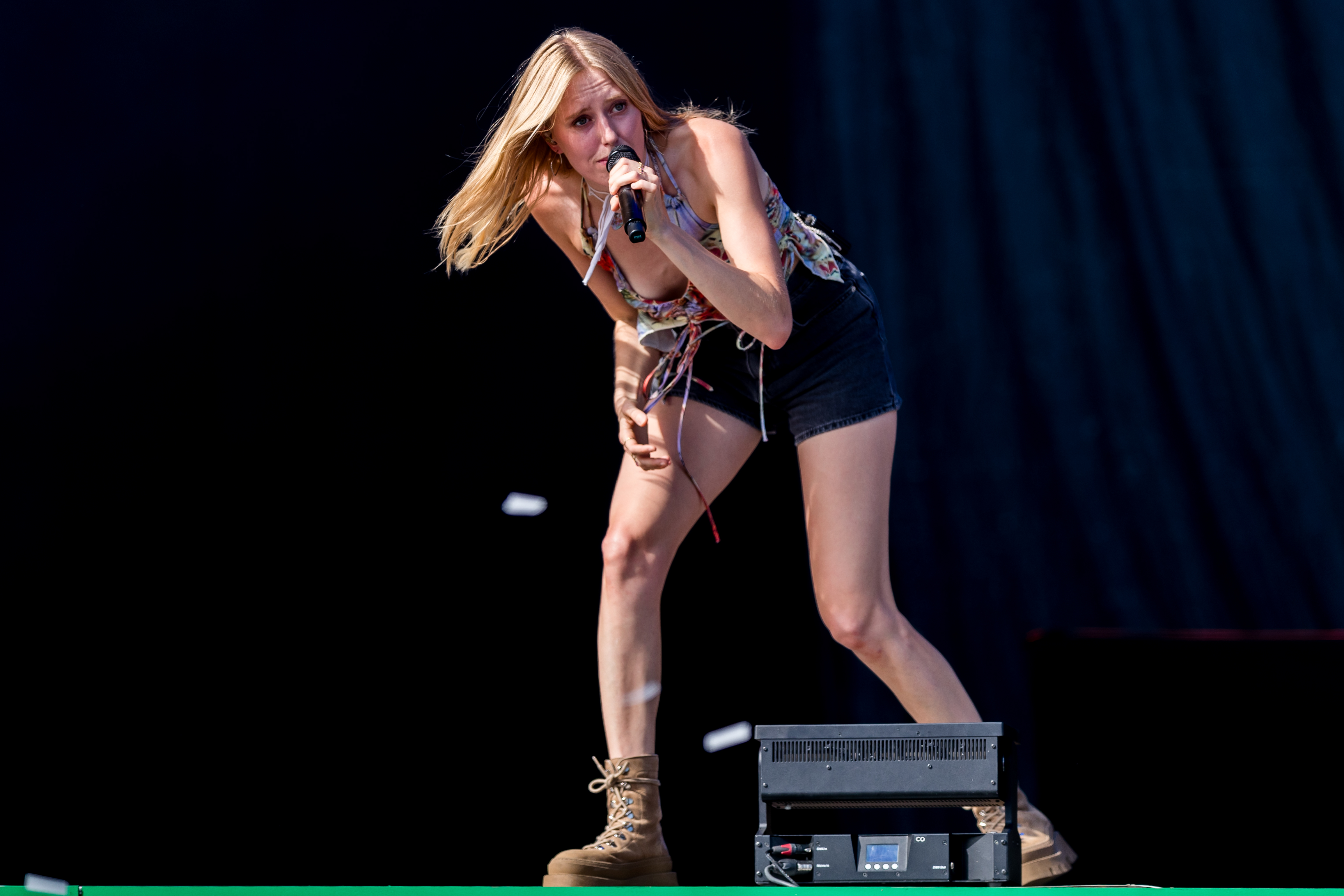
Lea beim Glücksgefühle Festival (2023)

Im Mai 2020 erschien ihr drittes Studioalbum Treppenhaus. Die gleichnamige Single erreichte in Deutschland mit 400.000 Verkäufen Platin-Status. Im gleichen Jahr war sie während der Sing-Off-Runde als Gastcoach im Team von Nico Santos bei The Voice of Germany zu sehen. Im April 2021 erschien mit Drei Uhr nachts ein gemeinsames Duett mit Mark Forster. Nachdem Forster bereits als Koautor für Lea tätig war (Zu dir), ist es die erste gemeinsame Aufnahme der beiden. Im November veröffentlichte sie ihr viertes Album Fluss. Die daraus ausgekoppelte Singles Schwarz, eine Kollaboration mit dem Rapper Casper, und Wenn du mich lässt platzierten sich erfolgreich in den Single-Charts.
In den Jahren 2020 und 2023 wirkte sie als Teilnehmerin bei der 7. (2020) und 10. Staffel (2023) der von VOX ausgestrahlten Musikshow Sing meinen Song – Das Tauschkonzert mit. Im Mai 2023 startete sie mit ihrem Label Treppenhaus Records und brachte ihr fünftes Album Bülowstraße heraus. Am 4. Oktober 2024 erschien ihr sechstes Studioalbum Von der Schönheit und Zerbrechlichkeit der Dinge, das ebenfalls bei ihrem neuen Label erschien.

## Diskografie
Studioalben

| Jahr | Titel Musiklabel                                                            | Höchstplatzierung, Gesamtwochen, AuszeichnungChartplatzierungen (Jahr, Titel, Musiklabel, Platzierungen, Wochen, Auszeichnungen, Anmerkungen) | Höchstplatzierung, Gesamtwochen, AuszeichnungChartplatzierungen (Jahr, Titel, Musiklabel, Platzierungen, Wochen, Auszeichnungen, Anmerkungen) | Höchstplatzierung, Gesamtwochen, AuszeichnungChartplatzierungen (Jahr, Titel, Musiklabel, Platzierungen, Wochen, Auszeichnungen, Anmerkungen) | Anmerkungen                                                  |
| Jahr | Titel Musiklabel                                                            | DE | AT | CH | Anmerkungen                                                  |
| ---- | --------------------------------------------------------------------------- | --- | --- | --- | ------------------------------------------------------------ |
| 2016 | Vakuum Four Music (Sony)                                                    | — | — | — | Erstveröffentlichung: 22. April 2016                         |
| 2018 | Zwischen meinen Zeilen Four Music (Sony)                                    | DE6 Gold · (68 Wo.)DE | AT53 (4 Wo.)AT | CH35 (3 Wo.)CH | Erstveröffentlichung: 14. September 2018 Verkäufe: + 100.000 |
| 2020 | Treppenhaus Four Music (Sony)                                               | DE5 Gold · (76 Wo.)DE | AT7 (23 Wo.)AT | CH6 (19 Wo.)CH | Erstveröffentlichung: 29. Mai 2020 Verkäufe: + 100.000       |
| 2021 | Fluss Four Music (Sony)                                                     | DE6 (29 Wo.)DE | AT6 (6 Wo.)AT | CH7 (3 Wo.)CH | Erstveröffentlichung: 5. November 2021                       |
| 2023 | Bülowstraße Treppenhaus Records (Sony)                                      | DE5 (6 Wo.)DE | AT19 (2 Wo.)AT | CH13 (2 Wo.)CH | Erstveröffentlichung: 4. Mai 2023                            |
| 2024 | Von der Schönheit und Zerbrechlichkeit der Dinge Treppenhaus Records (Sony) | DE5 (6 Wo.)DE | AT18 (2 Wo.)AT | CH17 (2 Wo.)CH | Erstveröffentlichung: 4. Oktober 2024                        |

## Auszeichnungen

### Erhaltene Auszeichnungen
- 2018: New Music Awards – Kategorie: „Durchstarter des Jahres“[15]
- 2019: Bravo Otto (Bronze) – Kategorie: „Sänger/in national“[16]
- 2019: Audi Generation Awards – Kategorie: „Musik National“[17]
- 2020: 1 Live Krone – Kategorie: „Beste Künstlerin“[18]
- 2021: 1 Live Krone – Kategorie: „Beste Künstlerin“[19]
- 2022: 1 Live Krone – Kategorie: „Beste Künstlerin“[20]

### Nominierungen
- 2018: Bambi – Kategorie: „Publikums-Bambi: Neue Deutsche Musikstars“[21]
- 2019: 1Live Krone – Kategorie: „Beste Künstlerin“[22]
- 2019: 1Live Krone – Kategorie: „Beste Single“ (110, mit Capital Bra und Samra)[23]
- 2020: Nickelodeon Kids Choice Awards – Kategorie: „Lieblings-Sänger/in: Deutschland, Schweiz, Österreich“[24]
- 2020: Bravo Otto – Kategorie: „Sänger/in national“[25]
- 2020: MTV Europe Music Awards – Kategorie: „Best German Act“[26]